# جسی پی
جسی پی (انگلیسی: Jessy Pi؛ زادهٔ ۲۴ سپتامبر ۱۹۹۳) بازیکن فوتبال اهل فرانسه است.
از باشگاه‌هایی که در آن بازی کرده‌است می‌توان به باشگاه فوتبال تروا، باشگاه فوتبال کان، و باشگاه فوتبال موناکو اشاره کرد.